# زنامنکا (شهرستان یرمکیفسکی، باشقیرستان)
زنامنکا (انگلیسی: Znamenka, Yermekeyevsky District, Republic of Bashkortostan) یک شهرک در شهرستان یرمکیفسکی استان باشقیرستان کشور روسیه است.